# Vespula pensylvanica
Vespula pensylvanica är en getingart som först beskrevs av Henri Saussure 1857. Den ingår i släktet jordgetingar, och familjen getingar. Inga underarter finns listade i Catalogue of Life.

## Beskrivning
Arten har en tydlig gul-och-svart-randig bakkropp och en längd på omkring 15 mm. Honorna (drottningar och arbetare) har en obruten, gul ring kring facettögonen. Längden av framvingarna (de längsta) varierar mellan 8,5 och 10,5 mm för arbetarna, 12,5 till 14,5 mm för drottningarna och 12,5 till 14 mm för hanarna.

## Ekologi
Vespula pensylvanica förekommer i många olika habitat, som skogar, buskområden och bebyggelse. Den fångar många olika ryggradslösa djur, framför allt leddjur men även sniglar och döda djur som föda åt larverna. Själv tar den söta utsöndringar, inte minst honungsdagg från bladlöss.
Boet byggs vanligtvis underjordiskt men också i mörka bostadsutrymmen som ihåliga väggar eller vindsförråd.

## Utbredning
Arten finns i Nordamerika från Kanada (från British Columbia till Manitoba och något enstaka fynd i Ontario) över västra USA österut till Wisconsin, Nebraska, Colorado och Texas samt delstaterna Baja California, México och Michoacán de Ocampo i Mexiko. Den har dessutom introducerats på Hawaii.

## Bildgalleri

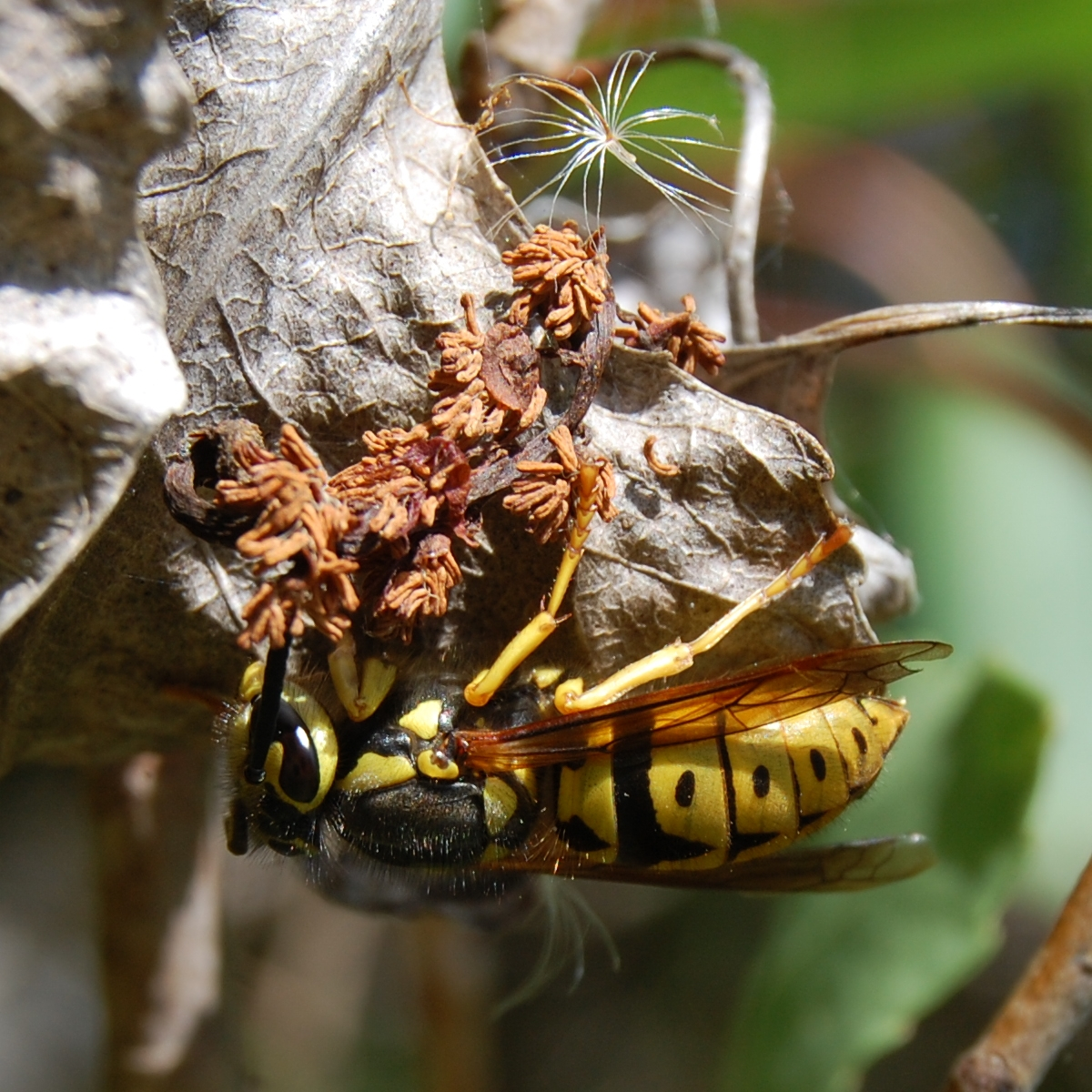